# Travis Green
Travis Vernon Green (né le 20 décembre 1970 à Castlegar en Colombie-Britannique au Canada) est un joueur professionnel canadien de hockey sur glace devenu entraîneur. Il évoluait au poste de centre.

## Biographie
Travis Green débute dans sa ville natale, Castlegar, avec les Rebels dans la Kootenay International Junior Hockey League en 1985-1986. Il joue en tant que junior avec les Chiefs de Spokane puis les Tigers de Medicine Hat de la Ligue de hockey de l'Ouest puis a été repêché dans la Ligue nationale de hockey au 23e rang, deuxième ronde au repêchage d'entrée 1989 par les Islanders de New York.
Il fait ses débuts professionnels avec les Islanders de Capital District, franchise affiliée dans la Ligue américaine de hockey à l'équipe de New York. Il joue avec les Islanders de New York à partir de la saison 1992-1993. Sa meilleure saison a lieu en 1995-1996 où il réalise 70 points en 69 matchs.
Il joue par la suite pour les Mighty Ducks d'Anaheim, les Coyotes de Phoenix, les Maple Leafs de Toronto et les Bruins de Boston. Il joue sa dernière saison dans la LNH en 2006-2007 où il débute avec les Ducks mais terminera la saison avec les Maple Leafs.
Il joue sa dernière saison en tant que joueur en 2007-2008 avec l'EV Zoug dans la Ligue nationale A en Suisse.
Il est nommé entraîneur adjoint des Winterhawks de Portland de la Ligue de hockey de l'Ouest en 2008 puis vers la saison 2012-2013, il est nommé entraîneur-chef de l'équipe. Avec 37 victoires en 47 matchs, l'équipe termine première de la ligue puis remporte la Coupe Ed-Chynoweth remise à l'équipe championne des séries éliminatoires. L'équipe entraînée par Green joue le tournoi de la Coupe Memorial mais perd la finale face aux Mooseheads d'Halifax de la Ligue de hockey junior majeur du Québec. 
Le 11 juillet 2013, il est nommé entraîneur-chef de la nouvelle équipe des Comets d'Utica de la Ligue américaine de hockey.
Après quatre saisons passées à la barre des Comets, il est nommé entraîneur-chef des Canucks de Vancouver dans la LNH le 26 avril 2017. Le 5 décembre 2021, avec un bilan de début de saison de 8-15-2, Green et le DG des Canucks Jim Benning sont congédiés.
Le 22 juin 2023, il est embauché par les Devils du New Jersey en tant qu'entraîneur associé. Il est nommé entraîneur-chef par intérim des Devils suite au congédiement de Lindy Ruff le 4 mars 2024.
Le 7 mai 2024, Green devient entraîneur-chef des Sénateurs d'Ottawa.

## Statistiques joueur

### En club
| Saison     | Équipe                        | Ligue      |     | Saison régulière | Saison régulière | Saison régulière | Saison régulière | Saison régulière |    | Séries éliminatoires | Séries éliminatoires | Séries éliminatoires | Séries éliminatoires | Séries éliminatoires |
| Saison     | Équipe                        | Ligue      | PJ  | B                | A                | Pts              | Pun              | PJ               | B  | A                    | Pts                  | Pun                  |                      |                      |
| 1985-1986  | Rebels de Castlegar           | KIJHL      | 35  | 30               | 40               | 70               | 41               | -                | -  | -                    | -                    | -                    |                      |                      |
| 1986-1987  | Chiefs de Spokane             | LHOu       | 64  | 8                | 17               | 25               | 27               | 3                | 0  | 0                    | 0                    | 0                    |                      |                      |
| 1987-1988  | Chiefs de Spokane             | LHOu       | 72  | 33               | 53               | 86               | 42               | 15               | 10 | 10                   | 20                   | 13                   |                      |                      |
| 1988-1989  | Chiefs de Spokane             | LHOu       | 72  | 51               | 51               | 102              | 79               | -                | -  | -                    | -                    | -                    |                      |                      |
| 1989-1990  | Chiefs de Spokane             | LHOu       | 50  | 45               | 44               | 89               | 80               | -                | -  | -                    | -                    | -                    |                      |                      |
| 1989-1990  | Tigers de Medicine Hat        | LHOu       | 25  | 15               | 24               | 39               | 19               | 3                | 0  | 0                    | 0                    | 2                    |                      |                      |
| 1990-1991  | Islanders de Capital District | LAH        | 73  | 21               | 34               | 55               | 26               | -                | -  | -                    | -                    | -                    |                      |                      |
| 1991-1992  | Islanders de Capital District | LAH        | 71  | 23               | 27               | 50               | 10               | 7                | 0  | 4                    | 4                    | 21                   |                      |                      |
| 1992-1993  | Islanders de Capital District | LAH        | 20  | 12               | 11               | 23               | 39               | -                | -  | -                    | -                    | -                    |                      |                      |
| 1992-1993  | Islanders de New York         | LNH        | 61  | 7                | 18               | 25               | 43               | 12               | 3  | 1                    | 4                    | 6                    |                      |                      |
| 1993-1994  | Islanders de New York         | LNH        | 83  | 18               | 22               | 40               | 44               | 4                | 0  | 0                    | 0                    | 2                    |                      |                      |
| 1994-1995  | Islanders de New York         | LNH        | 42  | 5                | 7                | 12               | 25               | -                | -  | -                    | -                    | -                    |                      |                      |
| 1995-1996  | Islanders de New York         | LNH        | 69  | 25               | 45               | 70               | 42               | -                | -  | -                    | -                    | -                    |                      |                      |
| 1996-1997  | Islanders de New York         | LNH        | 79  | 23               | 41               | 64               | 38               | -                | -  | -                    | -                    | -                    |                      |                      |
| 1997-1998  | Islanders de New York         | LNH        | 54  | 14               | 12               | 26               | 66               | -                | -  | -                    | -                    | -                    |                      |                      |
| 1997-1998  | Mighty Ducks d'Anaheim        | LNH        | 22  | 5                | 11               | 16               | 16               | -                | -  | -                    | -                    | -                    |                      |                      |
| 1998-1999  | Mighty Ducks d'Anaheim        | LNH        | 79  | 13               | 17               | 30               | 81               | 4                | 0  | 1                    | 1                    | 4                    |                      |                      |
| 1999-2000  | Coyotes de Phoenix            | LNH        | 78  | 25               | 21               | 46               | 45               | 5                | 2  | 1                    | 3                    | 2                    |                      |                      |
| 2000-2001  | Coyotes de Phoenix            | LNH        | 69  | 13               | 15               | 28               | 63               | -                | -  | -                    | -                    | -                    |                      |                      |
| 2001-2002  | Maple Leafs de Toronto        | LNH        | 82  | 11               | 23               | 34               | 61               | 20               | 3  | 6                    | 9                    | 34                   |                      |                      |
| 2002-2003  | Maple Leafs de Toronto        | LNH        | 75  | 12               | 12               | 24               | 67               | 4                | 2  | 1                    | 3                    | 4                    |                      |                      |
| 2003-2004  | Bruins de Boston              | LNH        | 64  | 11               | 5                | 16               | 67               | 7                | 0  | 1                    | 1                    | 8                    |                      |                      |
| 2005-2006  | Bruins de Boston              | LNH        | 82  | 10               | 12               | 22               | 79               | -                | -  | -                    | -                    | -                    |                      |                      |
| 2006-2007  | Ducks d'Anaheim               | LNH        | 7   | 1                | 1                | 2                | 6                | -                | -  | -                    | -                    | -                    |                      |                      |
| 2006-2007  | Maple Leafs de Toronto        | LNH        | 24  | 0                | 0                | 0                | 21               | -                | -  | -                    | -                    | -                    |                      |                      |
| 2007-2008  | EV Zoug                       | LNA        | 29  | 9                | 11               | 20               | 126              | -                | -  | -                    | -                    | -                    |                      |                      |
| Totaux LNH | Totaux LNH                    | Totaux LNH | 970 | 193              | 262              | 455              | 764              | 56               | 10 | 11                   | 21                   | 60                   |                      |                      |

### En équipe nationale
Il a représenté le Canada au niveau international.
| Année | Compétition          |    | PJ | B | A | Pts | Pun                      |  | Résultat |
| 1996  | Championnat du monde | 8  | 5  | 3 | 8 | 8   | Médaille d'argent, monde |  |          |
| 1997  | Championnat du monde | 11 | 3  | 6 | 9 | 12  | Médaille d'or, monde     |  |          |
| 1998  | Championnat du monde | 6  | 0  | 3 | 3 | 2   | 6e place                 |  |          |

## Statistiques entraîneur

### En club
| Saison    | Équipe                  | Ligue |    | PJ | V  | D  | Pr   | % V                         |  | Séries éliminatoires |
| 2012-2013 | Winterhawks de Portland | LHOu  | 47 | 37 | 8  | 2  | 80,9 | Remporte le championnat     |  |                      |
| 2013-2014 | Comets d'Utica          | LAH   | 76 | 35 | 32 | 9  | 52   | Non qualifiés               |  |                      |
| 2014-2015 | Comets d'Utica          | LAH   | 76 | 47 | 20 | 9  | 67,8 | Éliminé en finale           |  |                      |
| 2015-2016 | Comets d'Utica          | LAH   | 76 | 38 | 26 | 12 | 57,9 | Éliminé au 1er tour         |  |                      |
| 2016-2017 | Comets d'Utica          | LAH   | 76 | 35 | 32 | 9  | 52   | Non qualifiés               |  |                      |
| 2017-2018 | Canucks de Vancouver    | LNH   | 82 | 31 | 35 | 11 | 44,5 | Non qualifiés               |  |                      |
| 2018-2019 | Canucks de Vancouver    | LNH   | 82 | 35 | 36 | 11 | 49,4 | Non qualifiés               |  |                      |
| 2019-2020 | Canucks de Vancouver    | LNH   | 69 | 36 | 27 | 6  | 56,5 | Éliminé au 3e tour          |  |                      |
| 2020-2021 | Canucks de Vancouver    | LNH   | 56 | 23 | 29 | 4  | 44,6 | Non qualifiés               |  |                      |
| 2021-2022 | Canucks de Vancouver    | LNH   | 25 | 8  | 15 | 2  | 40,7 | Congédié en cours de saison |  |                      |
| 2023-2024 | Devils du New Jersey    | LNH   | 21 | 8  | 12 | 1  | 40,5 | Non qualifiés               |  |                      |